# Tiny Toons Looniversité
Les Tiny Toons
Tiny Toons Looniversité (Tiny Toons Looniversity) est une série d'animation américaine créée par Erin Gibson (en) et Nate Cash. C'est un reboot des Tiny Toons.
Deux saisons ont été prévues et produites par Amblin Television (en) en co-production avec Warner Bros. Animation. La première saison est sortie le 8 septembre 2023 sur Max et le 9 septembre 2023 sur Cartoon Network,. La première partie de la saison 2 est sortie le 8 mars 2024 avec un épisode spécial sur Max et le 6 avril 2024 sur Cartoon Network.
En France, la série est diffusée depuis le 13 mai 2024 sur Boomerang.

## Synopsis
Les jumeaux Buster et Babs Bunny vivent leur rêve de devenir des personnages de dessin-animé et sous reçus à la Looniversité Acme. Ils forment des anitiés durables avec Hamton J. Pig, Sweetie T. Bird et Plucky Duck et s'entrainent avec l'aide des meilleurs professeurs Looney Tunes Show.

## Distribution

### Voix originales
- Eric Bauza : Buster Bunny, Calamity Coyote, Daffy Duck, Gossamer, Marvin le Martien
- Ashleigh Crystal Hairston : Babs Bunny
- David Errigo Jr. : Plucky Duck, Hamton J. Pig
- Marieve Herington (en) : Fifi la Moufette
- Tessa Netting : Sweetie Bird et Petit Minet
- Jeff Bergman : Bugs Bunny, Grosminet, Charlie le coq
- Bob Bergen : Porky Pig
- Candi Milo : Mémé, Hazel la sorcière, Montana Max
- Fred Tatasciore : Taz, Sam le Pirate, Michigan J. Frog, Cool Cat
- Crée Summer : Elmyra Duff
- Natalie Palamides (en) : Shirley McLoon, Furrball
- Betsy Sodaro : Dizzy Devil
- Kari Wahlgren
- Lola Bunny, B'Shara Bunny
- Paul Julian (en) : Little Beeper, Bip Bip
- JP Karliak (en) : Merlin la souris magique
- Laraine Newman : Joan Shwinefeld
- Tony Rodriguez : Ronaldo Racoon

### Voix françaises
- Pascal Nowak : Buster Bunny
- Cerise Calixte : Babs Bunny
- Zina Khakhoulia : Shirley, Lola Bunny
- Cindy Lemineur : Sweetie Bird
- Jérémy Prévost : Hamton J. Pig
- Lionel Cecilio : Plucky Duck
- Barbara Tissier : Mémé
- Jean-Rémi Tichit : Renaldo, Gepetto Stronzetti, Tommy
- Michel Mella : Porky
- Patrick Préjean : Grosminet, Sam le pirate
- Emmanuel Garijo : Daffy Duck, Dizzy, Taz
- Gérard Surugue : Bugs Bunny
- Benoit Allemane : Charlie le Coq
- Thomas Sagols : Montana Max
- Camille Timmerman : Ling
- Yoann Sover : Tevin, Stylet Cat
- Guillaume Lebon : Dr Chester Clyborne, le narrateur
- Nathalie Homs : Hazel la sorcière
- Barbara Beretta : B'Shara Bunny
- Caroline Combes : Fifi la Moufette
- Guillaume Desmarchelier : Bubba
- Kaycie Chase : Petit Minet

Source : Planète Jeunesse

## Épisodes
| Saison   | Épisodes | États-Unis       | États-Unis       | France           | France           |
| Saison   | Épisodes | Début de saison  | Fin de saison    | Début de saison  | Fin de saison    |
| -------- | -------- | ---------------- | ---------------- | ---------------- | ---------------- |
| 1        | 10       | 8 septembre 2023 | 8 septembre 2023 | 13 mai 2024      | 24 mai 2024      |
| 2        | 5        | 8 mars 2024      | 8 mars 2024      | 8 septembre 2025 | 8 septembre 2025 |
| Spéciaux | 5        | 8 mars 2024      | 8 mars 2024      | 18 mai 2024      | 18 mai 2024      |

### Saison 1 (2023)
| Numéro de l'épisode | Titre français                      | Titre original         | Résumé | Première diffusion | Première diffusion |
| ------------------- | ----------------------------------- | ---------------------- | --- | ------------------ | ------------------ |
| 1                   | La rentrée des Toons                | Freshman Orientoontion | Les jumeaux Buster et Babs Bunny font leur rentrée à la Looniversité ACME et rencontrent Hamton, Plucky et Sweetie qui leur rappellent qu'être séparés n'est pas un problème.                                                                         | 8 septembre 2023   | 13 mai 2024        |
| 2                   | La soirée pizza                     | Give Pizza a Chance    | Buster et Plucky célèbrent leur nouvelle amitié avec une soirée pizza pendant que Babs et Sweetie se disputent à propos de leurs standards hygiéniques.                                                                                               | 8 septembre 2023   | 14 mai 2024        |
| 3                   | Secrets à tire-les-ragots           | Extra, So Extra        | Babs écrit le journal de la Looniversité avec Sweetie comme assistante mais Plucky publie des scandales. | 8 septembre 2023   | 15 mai 2024        |
| 4                   | Le Tooney Ball                      | Tooney Ball Lights     | Le groupe est confronté à des difficultés différentes dans leurs cours à option où Buster apprend l'importance de s'amuser dans le sport où il a longtemps admiré Charlie le Coq.                                                                     | 8 septembre 2023   | 16 mai 2024        |
| 5                   | Sauvons le Café Looney !            | Save the Loo Bru       | Buster, Plucky et Hamton mettent leurs connaissances achées sur Bugs Bunny en commun pour sauver le café de Dizzy face à la concurrence du nouveau rival Montana Max.                                                                                 | 8 septembre 2023   | 17 mai 2024        |
| 6                   | Farcera bien qui farcera le dernier | Prank You Very Much    | La Looniversité ACME a une rivalité amicale avec la Looniversité Aqua dans une guerre de farces qui enseigne le travail d'équipe au groupe. | 8 septembre 2023   | 20 mai 2024        |
| 7                   | Docteur Hamton                      | General HOGspital      | Hamton est accepté à une école médicale de cartoon et peut réaliser son rêve d'être docteur. Cependant, Buster ne peut pas perdre son meilleur partenaire de chambre et Vil Coyote a causé une épidémie à cause d'une arme biologique.                | 8 septembre 2023   | 21 mai 2024        |
| 8                   | Toque Chefs !                       | Soufflé, Girl Hey      | Babs et Buster trouvent un travail d'étudiant à la cantine de la Looniversité mais ils doivent travailler dur pour le chef Lola Bunny. | 8 septembre 2023   | 22 mai 2024        |
| 9                   | L'attaque du clone                  | Tears of a Clone       | Le Coyote a vendu une machine de clonage à Buster qui s'est cloné et qui est devenu hors de contrôle après que celui-ci ne se soit pas décloné à temps et Babs et Sweetie ouvrent une boutique de vêtements avec une machine à voyager dans le temps. | 8 septembre 2023   | 23 mai 2023        |
| 10                  | Que le spectacle continue           | The Show Must Hop On   | La pièce de théâtre de la saison du lapin qui célèbre la création des Looney Tunes est dirigée par Babs et elle découvre que c'est plus compliqué qu'elle ne pensait.                                                                                 | 8 septembre 2023   | 24 mai 2024        |

### Saison 2 (2024)
| Numéro de l'épisode | Titre français         | Titre original                    | Résumé | Première diffusion | Première diffusion |
| ------------------- | ---------------------- | --------------------------------- | --- | ------------------ | ------------------ |
| 1                   | Titre français inconnu | Whatever Happened to Babsy Bunny? | Elmyra Duff capture Babs Bunny pour prendre des photos de son calendrier d'animaux pendant qu'elle et ses amis explorent la ville.                                      | 8 mars 2024        | 8 septembre 2025   |
| 2                   | Titre français inconnu | Slay Cheese                       | Le jour de la photo de classe est arrivé et les Tiny Toons sont prêts sauf les jumeaux Bunny et Hamton qui sont inquiets.                                               | 8 mars 2024        | 8 septembre 2025   |
| 3                   | Titre français inconnu | Tooned In Space                   | Babs est malade donc les garçons et Sweetie l'emmènent dans le vaisseau de Marvin le Martien.                                                                           | 8 mars 2024        | 8 septembre 2025   |
| 4                   | Titre français inconnu | Twin-Con                          | Babs et Buster sont invités à participer à la Twin-Con mais découvrent que c'est moins amusant que prévu. Pendant ce temps, Plucky publie Hamton sur son site internet. | 8 mars 2024        | 8 septembre 2025   |
| 5                   | Titre français inconnu | Skulls and Sillybones             | Buster, Plucky et Hamton sont invités à rejoindre une société secrète mais cela ne les intéresse pas. Bubs et Sweetie n'y sont pas conviées donc elles fondent la leur. | 8 mars 2024        | 8 septembre 2025   |

### Épisode spécial
| Numéro de l'épisode | Titre français            | Titre original | Résumé | Première diffusion | Première diffusion |
| ------------------- | ------------------------- | -------------- | --- | ------------------ | ------------------ |
| 1                   | Les vacances de printemps | Spring Break   | Les vacances de printemps sont arrivées et les Tiny Toons profitent d'une semaine de vacances chez leur famille. Cependant, pour tous sauf les personnages principaux, la situation devient difficile. | 8 mars 2024        | 18 mai 2024        |

## Production
Tiny Toons Looniversity a été annoncé le 28 octobre 2022 sur le site de Amblin Television pour deux saisons avec des épisodes de 20 minutes,. Comme dans la série originale, Steven Spielberg est producteur exécutif et les autres sont Sam Register, Darryl Frank, Justin Falvey et Erin Gibson. La diffusion de la série a débuté le 8 septembre 2023 sur Max et Cartoon Network.
Tom Ascheim, le président de l'époque de Cartoon Network a dit à propos du projet : "Tiny Toons Looniversity va proposer l'humour le plus astucieux , subversif et intelligent qui a fait des Tiny Toons une série qui se démarque. Les anciens et nouveaux fans vont rire de revoir ces personnages".
Peu après l'annonce du reboot, il a été annoncé que plusieurs des comédiens originaux ne reprendraient pas leur rôle dans la série. Cree Summer a annoncé qu'elle a été informée qu'Elmyra Duff a été exclue. De plus, Charlie Adler ne reprend pas le rôle de Buster et Maurice LaMarche ne reprend pas le rôle de Dizzy. Le casting a été révélé en juin 2023 et il a été annoncé que Cree Summer reprendrait le rôle de Elmyra Duff.
Durant une entrevue le 12 juin 2021, Candi Milo a annoncé qu'elle reprendrait la voix de Mémé mais pas celui de Sweetie qui a été donné à Tessa Netting. Quelques jours plus tard, le 15 juillet, Jeff Bergman a annoncé qu'il retournerait dans la série en étant la voix de Bugs Bunny, Sylvestre et Charlie le coq. Il a précisé les rôles des personnages dans la série, Charlie étant professeur de sport et Bugs aurait une personnalité similaire à Dumbledore. Il a également confirmé que les sessions d'enregistrements avaient commencé.
Le 9 juillet 2022, il a été annoncé que Tiny Toons Looniversity serait à la San Diego Comic-Con de 2022 avec les Looney Tunes. Le 22 juillet 2022, il a été annoncé que Ashleigh Crystal Hairston serait la voix de Babs à la place de Tress MacNeille. De nombreuses pièces d'art conceptuel ont été révélées, révélant une Looniversité ACME rénovée. De nombreux anciens personnages reviennent dans la série, certains avec de nouvelles apparences. Elmyra fait partie des images, désapprouvant les rumeurs de son retrait. Spielberg voit la série comme "la meilleure itération des Tiny Toons qu'il n'a jamais vue".
La productrice exécutive et superviseur des design des personnages Erin Gibson a confirmé que Buster et Babs Bunny sont des jumeaux et pas des meilleurs amis. Cette décision a été critiquée par les fans de la série originale,. Une entrevue de juillet 2022 annonce que tous les personnages de la série originale sont de retour. Ils ont aussi annoncé un épisode qui se déroulerait à un autre endroit. Gibson a donné une explication à propos du choix de faire de Babs et Buster des frères et sœurs en disant : "Ils sont des jumeaux fraternels, ce qui n'est pas un point de la série originale. J'ai voulu en faire une relation fraternelle qui a semblé symbiotique, collaborative et supportive, pas antagoniste. Voir deux personnes qui sont sur la même ligne, puis comment sont-ils trop fermés pour se faire des amis ? Cela permet de voir qui ils sont avec ces nouvelles relations, ces nouvelles expériences de lycée tous en s'amusant et en faisant les choses les plus stupides que l'on a vu à la télé, mais avoir une histoire, des points d'intrigue et des développements de personnages." Le producteur Nate Cash a ajouté : "Et ils regardent la faculté et ce sont des Tunes établis qui sont comme leurs dieux mais ensuite ils se demandent "qui suis-je" et "quelle est ma voix", ce qui est une bonne place pour les développer en tant que personnages et pas juste des mini versions de leur homologue".
Dans une entrevue dans The New York Times, Nate Cash a dit que Spielberg a mis la barre haut pour cette série. Elle est faite pour les enfants de six à onze ans et il espère qu'elle plaira aux parents et adultes fans de la série originale.

## Diffusion
La diffusion de la série a débuté aux États-Unis le 8 septembre 2023 sur Max et le lendemain sur Cartoon Network. La diffusion a débuté au Royaume-Uni et en Irlande sur Boomerang. En Europe Centrale et de l'Est, la diffusion de la série a débuté sur Cartoon Network le 29 avril 2023 et deux jours avant sur Max.
En France, la série est diffusée sur Boomerang depuis le 13 mai 2024.

## Réception
Tiny Toons Looniversité a reçu différentes critiques positives. Jesse Hassenger de IGN a noté la série 6/10, écrivant que la série "est pleine de rires, futée dans les blagues et avec des personnages touchants". Cependant, il a critiqué la série à être une relance moyen de la série de son enfance, "plus que quelque chose de concis et frais que les épisodes courts des Looney Tunes qui ont inspiré l'original". Nick Valdez de Comicbook.com a donné 3,5/5 à la série écrivant qu'"il y a une nouvelle vie insufflée à cette franchise grâce à Tiny Toons Looniversité mais ne perd jamais son allure nostalgique".